# 納德托奇伊
49°58′7″N 36°4′32″E / 49.96861°N 36.07556°E
納德托奇伊（烏克蘭語：Надточії）是位於烏克蘭東部的村莊，由哈爾科夫州哈爾科夫區的皮索欽市鎮負責管轄。該村面積0.77平方公里，海拔高度108米，2001年人口768，人口密度每平方公里997.4人。